# Plommonsläktet
Plommonsläktet eller prunusar (Prunus) är ett släkte av rosväxter i familjen rosväxter. Släktet innehåller ungefär 400 arter lövfällande buskar och träd, men bara 6 av dem finns i Sverige. Svenska arter i denna växtfamilj är exempelvis hägg, körsbär och slån. Andra välkända arter inom plommonsläktet som inte förekommer i Sverige, förutom i mataffärer, är mandel, persika och aprikos.
Alla arter i släktet har stenfrukter.

## Användning
Aprikoser, mandlar, körsbär, persikor och plommon används alla inom kommersiell fruktodling (dock är det strikt talat inte mandelns frukt utan dess kärna man äter). Därutöver planteras körsbärsträd för blommorna, och även ibland för dess löv eller bark.

## Klassificering
Det är omdebatterat om släktet bör delas upp i två: körsbärsaktiga (Cerasus) och plommonaktiga (Prunus). Placerar man dem inom samma släkte, blir undersläktena:
- Amygdalus: mandel och persika
- Prunus: plommon, aprikoser, slån och hägg
- Cerasus: körsbär
- Lithocerasus: dvärgkörsbär
- Padus: hägg
- Laurocerasus: lagerhägg

### Arter, hybrider och sorter (urval)
- Afrikansk lagerhägg (P. africana)
- Amerikanskt häggkörsbär (P. pensylvanica)
- Aprikos (P. armeniaca)
- Bergkörsbär (P. sargentii)
- Dvärgkörsbär (P. incisa)
- Dvärgmandel (P. tenella)
- Glanshägg (P. serotina)
- Glanskörsbär (P. serrula)
- Hägg (P. padus)
  - Blodhägg (P. padus 'Colorata')
  - Brokhägg (P. padus 'Aucubifolia')
  - Nordhägg (P. padus subsp. borealis)
  - Storblommig hägg (P. padus 'Watereri')
- Häggkörsbär (P. maximowiczii)
- Hängglanshägg (P. serotina 'Pendula')
- Japansk aprikos (P. mume)
- Japanskt plommon (P. salicina)
- Japanskt prydnadskörsbär (P. Sato-zakura-Gruppen)
- Japanskt prydnadskörsbär (P. serrulata)
- Japanskt tårkörsbär (P. pendula 'Beni-shidare')
- Kalmatplommon (P. subcordata)
- Kanadaplommon (P. nigra)
- Kinesiskt bergkörsbär (P. serrulata var. hupehensis)
- Kurilerkörsbär (P. nipponica var. kurilensis)
- Körsbärsplommon (P. cerasifera)
  - Blodplommon (P. cerasifera 'Nigra')
  - Blodplommon (P. cerasifera 'Pissardii')
- Lagerhägg (P. laurocerasus)
- Lingonkörsbär (P. prostrata)
- Luddkörsbär (P. tomentosa)
- Mandel (P. dulcis)
  - Bittermandel (P. dulcis var. amara)
  - Krakmandel (P. dulcis var. fragilis)
- Rosa mandelkörsbär (P. glandulosa)
  - Rosa mandelkörsbär (P. glandulosa 'Rosea Plena')
  - Vitt mandelkörsbär (P. glandulosa 'Alba Plena')
- Nipponkörsbär (P. nipponica)
- Näverhägg (P. maackii)
- Persika (P. persica)
  - Nektarin (P. persica var. nucipersica)
- Plommon (P. domestica)
  - Krikon (P. domestica subsp. insititia)
  - Mirabell (P. domestica subsp. syriaca)
  - Rundplommon (P. domestica subsp. rotunda)
- Portugisisk lagerhägg (P. lusitanica)
- Pärlhägg (P. grayana)
- Rosenmandel (P. triloba)
- Sachalinhägg (P. ssiori)
- Sandkörsbär (P. pumila var. depressa)
- Simonplommon (P. simonii)
- Slån (P. spinosa)
  - Purpurslån (P. spinosa 'Purpurea')
  - Rosenslån (P. spinosa 'Rosea')
- Stäppkörsbär (P. fruticosa)
- Surkörsbär (P. cerasus)
  - Allhelgonakörsbär (P. cerasus f. semperflorens)
  - Maraschino (P. cerasus 'Marasca')
- Sötkörsbär (P. avium)
  - Bigarrå (P. avium subsp. duracina)
  - Fylldblommigt sötkörsbär (P. avium 'Plena')
  - Hjärtkörsbär (P. avium subsp. juliana)
- Tempelkörsbär (P. jamasakura)
- Vejksel (P. mahaleb)
- Virginiahägg (P. virginiana)

### Hybrider
- Hybridkörsbär (P. ×gondouinii)
- Mahognykörsbär (P. ×schmittii)
- Mellankörsbär (P. ×eminens)
  - Klotkörsbär (P. ×eminens 'Umbraculifera')
- Persikomandel (P. ×persicoides)
- Purpurplommon (P. ×blireana)
- Svartplommon (P. ×cistena)
- Tokyokörsbär (P. ×yedoensis)
- Vårkörsbär (P. ×subhirtella)
  - Vinterkörsbär (P. ×subhirtella 'Autumnalis')

## Bildgalleri

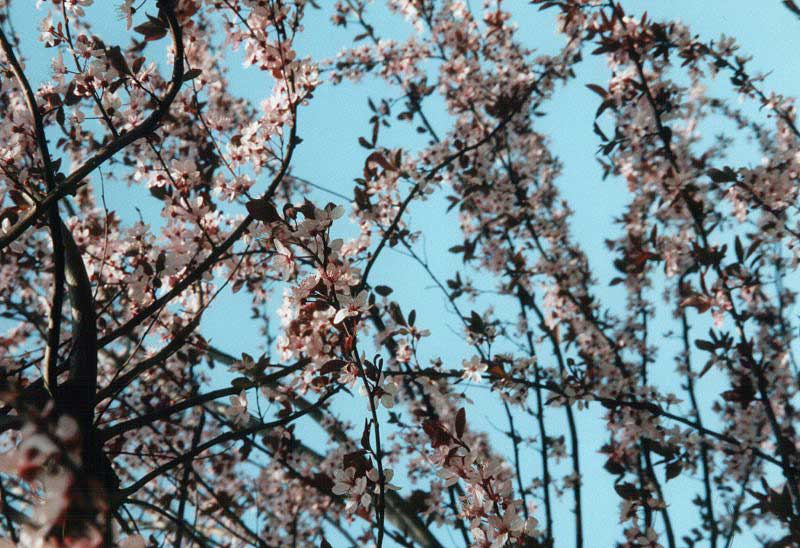
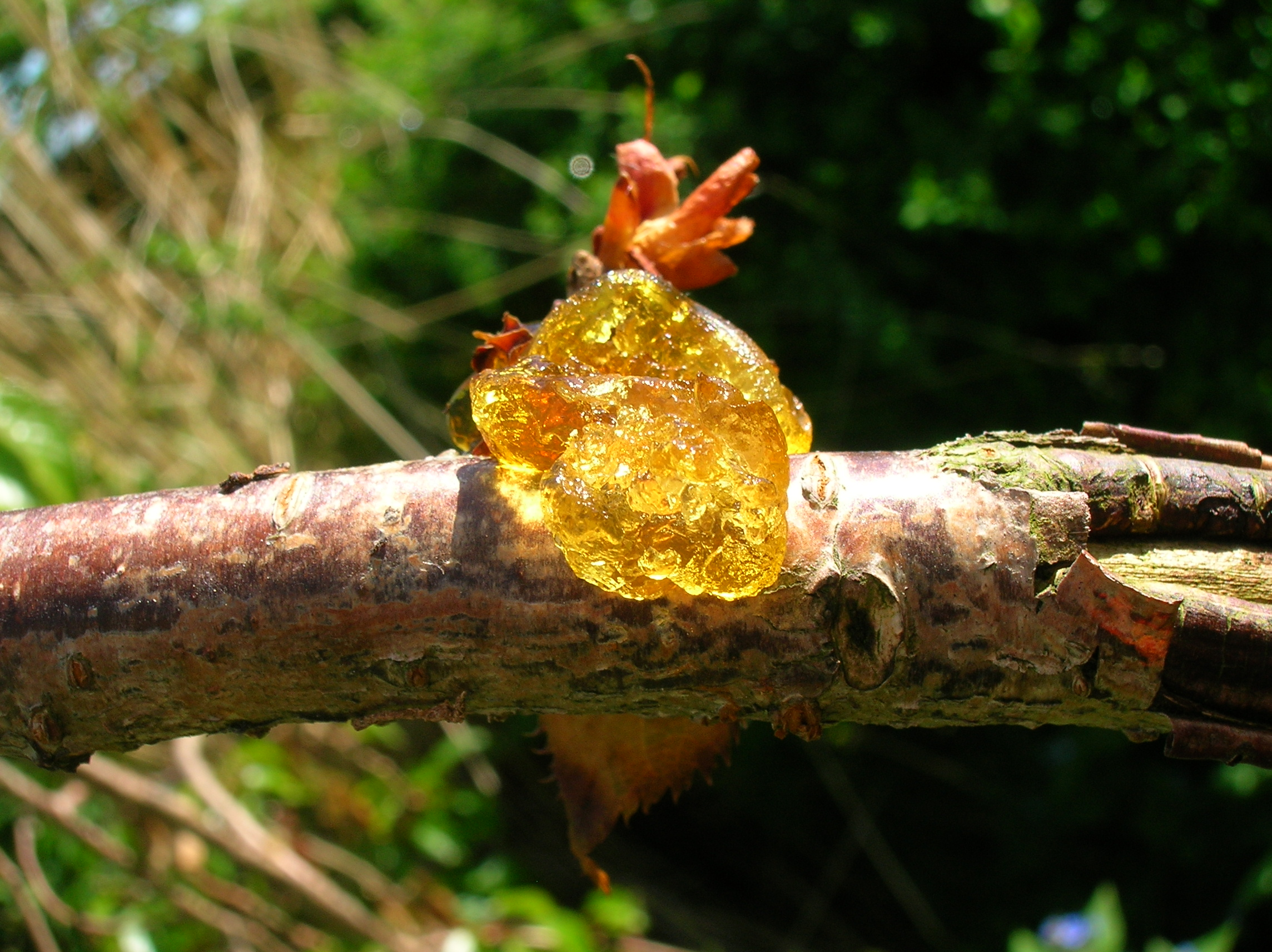
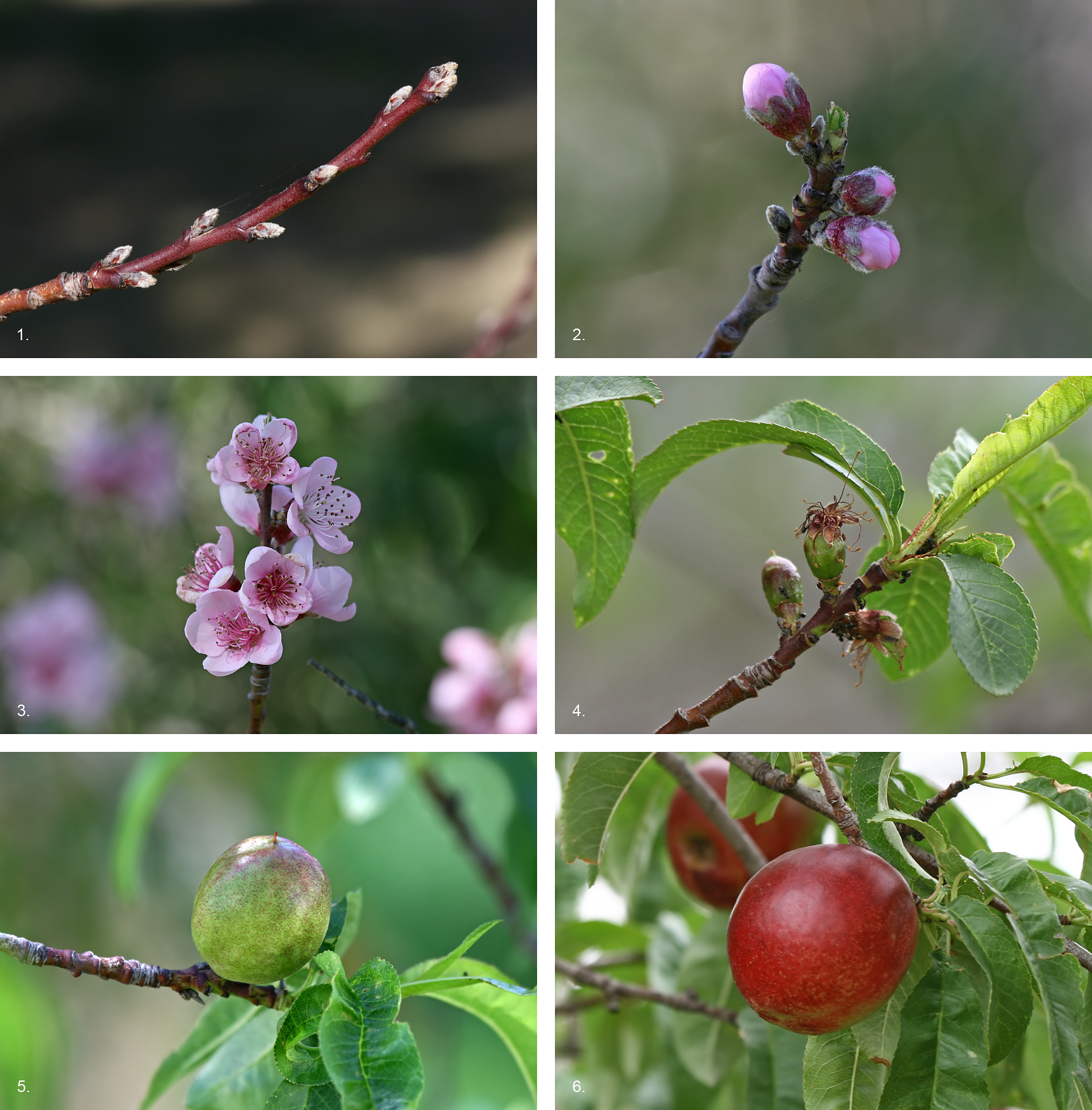

## Dottertaxa till plommonsläktet, i alfabetisk ordning[1]
- Prunus accumulans
- Prunus adenopoda
- Prunus aitchisonii
- Prunus alabamensis
- Prunus alaica
- Prunus albicaulis
- Prunus alleghaniensis
- Prunus americana
- Prunus amplifolia
- Prunus andersonii
- Prunus angustifolia
- Prunus annularis
- Prunus antioquensis
- Prunus apetala
- Prunus aquifolioides
- Prunus arabica
- Prunus argentea
- Prunus armeniaca
- Prunus australis
- Prunus avium
- Prunus axitliana
- Prunus barbata
- Prunus betancurii
- Prunus bifrons
- Prunus boissieri
- Prunus brachybotrys
- Prunus brachypetala
- Prunus brachypoda
- Prunus brahuica
- Prunus brasiliensis
- Prunus brigantina
- Prunus brittoniana
- Prunus browiczii
- Prunus brunnescens
- Prunus bucharica
- Prunus buergeriana
- Prunus buxifolia
- Prunus campanulata
- Prunus carduchorum
- Prunus carolinae
- Prunus caroliniana
- Prunus cathayana
- Prunus caudata
- Prunus cerasifera
- Prunus cerasoides
- Prunus cerasus
- Prunus cercocarpifolia
- Prunus chamissoana
- Prunus chiapensis
- Prunus chodshaatensis
- Prunus chorassanica
- Prunus choreiana
- Prunus clarofolia
- Prunus cochinchinensis
- Prunus cocomilia
- Prunus compacta
- Prunus compta
- Prunus conadenia
- Prunus conradinae
- Prunus cornifolia
- Prunus cornuta
- Prunus cortapico
- Prunus crataegifolius
- Prunus cyclamina
- Prunus dasycarpa
- Prunus davidiana
- Prunus debilis
- Prunus depressa
- Prunus detrita
- Prunus dictyoneura
- Prunus dielsiana
- Prunus discadenia
- Prunus discoidea
- Prunus discolor
- Prunus dolichadenia
- Prunus dolichophylla
- Prunus domestica
- Prunus douglasii
- Prunus dulcis
- Prunus eburnea
- Prunus elaeagnifolia
- Prunus emarginata
- Prunus eminens
- Prunus eremophila
- Prunus erioclada
- Prunus eriogyna
- Prunus erythrocarpa
- Prunus erythroxylon
- Prunus erzincanica
- Prunus espinozana
- Prunus falcata
- Prunus fasciculata
- Prunus fenzliana
- Prunus ferganensis
- Prunus ferganica
- Prunus ferruginea
- Prunus fordiana
- Prunus fortunensis
- Prunus foveata
- Prunus fremontii
- Prunus fruticans
- Prunus fruticosa
- Prunus fujianensis
- Prunus furuseana
- Prunus geniculata
- Prunus gentryi
- Prunus gharbiana
- Prunus gideonii
- Prunus glandulifolia
- Prunus glandulosa
- Prunus glauca
- Prunus gondouinii
- Prunus gongshanensis
- Prunus gracilis
- Prunus grayana
- Prunus griffithii
- Prunus guanaiensis
- Prunus guatemalensis
- Prunus hainanensis
- Prunus harae
- Prunus hargraonensis
- Prunus haussknechtii
- Prunus havardii
- Prunus hefengensis
- Prunus henryi
- Prunus herthae
- Prunus himalaica
- Prunus himalayana
- Prunus hippophaeoides
- Prunus hisauchiana
- Prunus hongpingensis
- Prunus hookeri
- Prunus hortulana
- Prunus huantensis
- Prunus humilis
- Prunus hypoleuca
- Prunus hypotricha
- Prunus hypotrichodes
- Prunus hypoxantha
- Prunus ilicifolia
- Prunus incana
- Prunus incisa
- Prunus incisoserrata
- Prunus insueta
- Prunus integrifolia
- Prunus iranshahrii
- Prunus jacquemontii
- Prunus jajarkotensis
- Prunus jamasakura
- Prunus japonica
- Prunus javanica
- Prunus javorkae
- Prunus jenkinsii
- Prunus juddii
- Prunus jugata
- Prunus kalmykovii
- Prunus kamiaranensis
- Prunus kansuensis
- Prunus kanzakura
- Prunus katonis
- Prunus kawasakii
- Prunus keredjensis
- Prunus kingdonwardii
- Prunus klokovii
- Prunus koelzii
- Prunus korschinskii
- Prunus kostiniae
- Prunus kotschyi
- Prunus kubotana
- Prunus kuramica
- Prunus kurdistanica
- Prunus lannesiana
- Prunus laurifolia
- Prunus laurocerasus
- Prunus laxiflora
- Prunus leucophylla
- Prunus leveilleana
- Prunus lichoana
- Prunus ligustrina
- Prunus limeixing
- Prunus linearipetalus
- Prunus littlei
- Prunus lundelliana
- Prunus lusitanica
- Prunus lycioides
- Prunus lyonii
- Prunus maackii
- Prunus mahaleb
- Prunus mandshurica
- Prunus marginata
- Prunus maritima
- Prunus matudai
- Prunus maximowiczii
- Prunus media
- Prunus megacarpa
- Prunus menghaiensis
- Prunus mexicana
- Prunus microcarpa
- Prunus microphylla
- Prunus minutiflora
- Prunus mira
- Prunus mirabilis
- Prunus mitsuminensis
- Prunus miyasakana
- Prunus miyoshii
- Prunus mochizukiana
- Prunus mohacsyana
- Prunus mongolica
- Prunus moritziana
- Prunus mozaffarianii
- Prunus mugus
- Prunus mume
- Prunus munsoniana
- Prunus muris
- Prunus murrayana
- Prunus myrtifolia
- Prunus nairica
- Prunus napaulensis
- Prunus nigra
- Prunus nikaii
- Prunus nipponica
- Prunus novoleontis
- Prunus oblonga
- Prunus obtusata
- Prunus ocellata
- Prunus ochoterenae
- Prunus oleifolia
- Prunus omissa
- Prunus oneyamensis
- Prunus opaca
- Prunus orazii
- Prunus orthosepala
- Prunus ovalis
- Prunus pabotii
- Prunus padus
- Prunus paradoxa
- Prunus patentipila
- Prunus pearcei
- Prunus pedunculata
- Prunus pensylvanica
- Prunus persica
- Prunus perulata
- Prunus petunnikowii
- Prunus phaeosticta
- Prunus pleiantha
- Prunus pleiocerasus
- Prunus pleuradenia
- Prunus podperae
- Prunus pogonostyla
- Prunus polytricha
- Prunus potosina
- Prunus prostrata
- Prunus pseudoaffinis
- Prunus pseudocerasus
- Prunus pseudoprostrata
- Prunus pugetensis
- Prunus pumila
- Prunus pusilliflora
- Prunus pygeoides
- Prunus ramburii
- Prunus ravenii
- Prunus rechingeri
- Prunus rehderiana
- Prunus reticulata
- Prunus rhamnoides
- Prunus rigida
- Prunus rivularis
- Prunus rotunda
- Prunus rufa
- Prunus ruiziana
- Prunus sacra
- Prunus salasii
- Prunus salicina
- Prunus samydoides
- Prunus sargentii
- Prunus saviczii
- Prunus schneideriana
- Prunus scoparia
- Prunus sefinensis
- Prunus serotina
- Prunus serrula
- Prunus serrulata
- Prunus setulosa
- Prunus shikokuensis
- Prunus sibirica
- Prunus siltepecana
- Prunus simonii
- Prunus singalilaensis
- Prunus skutchii
- Prunus slavinii
- Prunus sogdiana
- Prunus spachiana
- Prunus speciosa
- Prunus spinosa
- Prunus spinosissima
- Prunus spinulosa
- Prunus ssiori
- Prunus stacei
- Prunus stellipila
- Prunus stipulacea
- Prunus stipulata
- Prunus strobilifera
- Prunus subcordata
- Prunus subcoriacea
- Prunus subcorymbosa
- Prunus subhirtella
- Prunus susakensis
- Prunus susquehanae
- Prunus syodoi
- Prunus szechuanica
- Prunus tadzhikistanica
- Prunus takasawana
- Prunus tama-clivorum
- Prunus tangutica
- Prunus taplejungnica
- Prunus tartarea
- Prunus tatsienensis
- Prunus tenella
- Prunus tetradenia
- Prunus texana
- Prunus tikalana
- Prunus tomentosa
- Prunus topkegolensis
- Prunus trichamygdalus
- Prunus trichantha
- Prunus trichostoma
- Prunus triloba
- Prunus tschonoskii
- Prunus tuberculata
- Prunus tucumanensis
- Prunus turcomanica
- Prunus ulei
- Prunus umbellata
- Prunus undulata
- Prunus urotaenia
- Prunus urumiensis
- Prunus ussuriensis
- Prunus uzbekistanica
- Prunus vana
- Prunus variabilis
- Prunus vavilovii
- Prunus webbii
- Prunus velutina
- Prunus wendelboi
- Prunus verrucosa
- Prunus wilsonii
- Prunus virginiana
- Prunus wurdackii
- Prunus xianjuxing
- Prunus xueluoensis
- Prunus yaoiana
- Prunus yazdiana
- Prunus yedoensis
- Prunus yunnanensis
- Prunus yuyamae
- Prunus zabulica
- Prunus zhengheensis
- Prunus zielinskii
- Prunus zinggii
- Prunus zippeliana